# Georgi Ganev
Georgi Martin Ganev, född 16 maj 1976, är en svensk företagsledare som är VD för investmentbolaget Kinnevik AB sedan den 1 januari 2018, när han efterträdde finansdirektören och den tillförordnande VD:n Joakim Andersson. Han har tidigare arbetat som hög chef för Tele2 AB (2002–2007), vice VD och VD för B2 Bredband AB (Bredbandsbolaget) (2007–2010), CMO för Telenor Sverige Aktiebolag (2010–2012) och VD för Dustin Group AB (2012–2018).
Ganev sitter också som ledamot i koncernstyrelsen för Tele2 sedan 2016 och företaget meddelade den 16 december 2017 att de föreslår Ganev som ny styrelseordförande för deras styrelse efter att Mike Parton hade avböjt att ställa upp till omval. År 2021 sitter han i styrelsen som styrelseledamot och ordförande valberedningen.
Han avlade en civilingenjörsexamen i informationsteknik vid Uppsala universitet.